# نيسيان (برزاوند)
نیسیان (بالفارسية: نیسیان) هي منطقة سكنية تقع في إيران في قسم برزاوند الريفي. يقدر عدد سكانها بـ 1,097 نسمة .